# Château-Chinon (Ville)
Château-Chinon (Ville) [ʃɑto ʃinɔ̃ vil] ist eine französische Stadt im Département Nièvre in der Region Bourgogne-Franche-Comté. Sie gilt als einer der Hauptorte der Morvan-Region und hat 1857 Einwohner (Stand 1. Januar 2022). Sie erstreckt sich über eine Fläche von 4,28 km².

## Besonderheit des Ortsnamens
Die bis zur Französischen Revolution bestehende Gemeinde Château-Chinon wurde nach der Revolution in zwei Gemeinden aufgeteilt: Château-Chinon Intra-Muros und Château-Chinon Extra-Muros, die sich später in Château-Chinon (Ville) und Château-Chinon (Campagne) umbenannten. Die Bezeichnungen „(Ville)“ bzw. „(Campagne)“ sind also offizieller Bestandteil der Ortsnamen.
Eine weitere Eigenart ist, dass es bis 2008 offiziell (d. h. beim Institut national de la statistique et des études économiques) keine Leerstelle zwischen „Château-Chinon“ und dem erklärenden Zusatz gab, d. h. die Gemeinden „Château-Chinon(Ville)“ bzw. „Château-Chinon(Campagne)“ hießen. Diese Eigenart wurde jedoch im täglichen Gebrauch nicht respektiert und ist seit 2009 aufgehoben.

## Geschichte
Château-Chinon blickt auf eine lange Geschichte zurück. Spätestens ab dem 8. Jahrhundert existierte eine befestigte Burg der Chinon-Ritter. Im 12. und 13. Jahrhundert erfolgte der Bau einer massiven Stadtmauer. Als Vasallen der burgundischen Herzöge mussten die Ritter von Chinon im Mittelalter Stoffe und Honigprodukte an den Hof von Dijon liefern.
Ludwig XIII. ließ die Mauern zu Beginn des 17. Jahrhunderts schleifen und schenkte einem seiner Berater das Schloss von Chinon, das im 17. und 18. Jahrhundert zu einer barocken Landresidenz umgestaltet wurde. Bedeutung erlangte der Ort erst wieder im 20. Jahrhundert, als der spätere französische Staatspräsident François Mitterrand von 1959 bis 1981 Bürgermeister von Château-Chinon war.

### Bevölkerungsentwicklung
| Jahr                       | 1962 | 1968 | 1975 | 1982 | 1990 | 1999 | 2008 | 2019 |
| Einwohner                  | 2443 | 2578 | 2636 | 2463 | 2502 | 2307 | 2167 | 1932 |
| Quellen: Cassini und INSEE |      |      |      |      |      |      |      |      |

## Sehenswürdigkeiten
- Schloss Château-Chinon
- Fontaine Jean Tinguely - Niki de Saint Phalle
- Musée du Septennat – Exposition Mitterrand
- Porte-Notre-Dame
- Les Rochers du Morvan
- Denkmal für François Mitterrand

- Das Institut Européen des Sciences Humaines (IESH) („Europäisches Institut für Geisteswissenschaften“) ist eine private, dem Islamismus nahestehende[1] islamische Hochschule zur Ausbildung von Imamen in Frankreich, es liegt nahe Saint-Léger-de Fougeret bei Château-Chinon.

## Verkehr

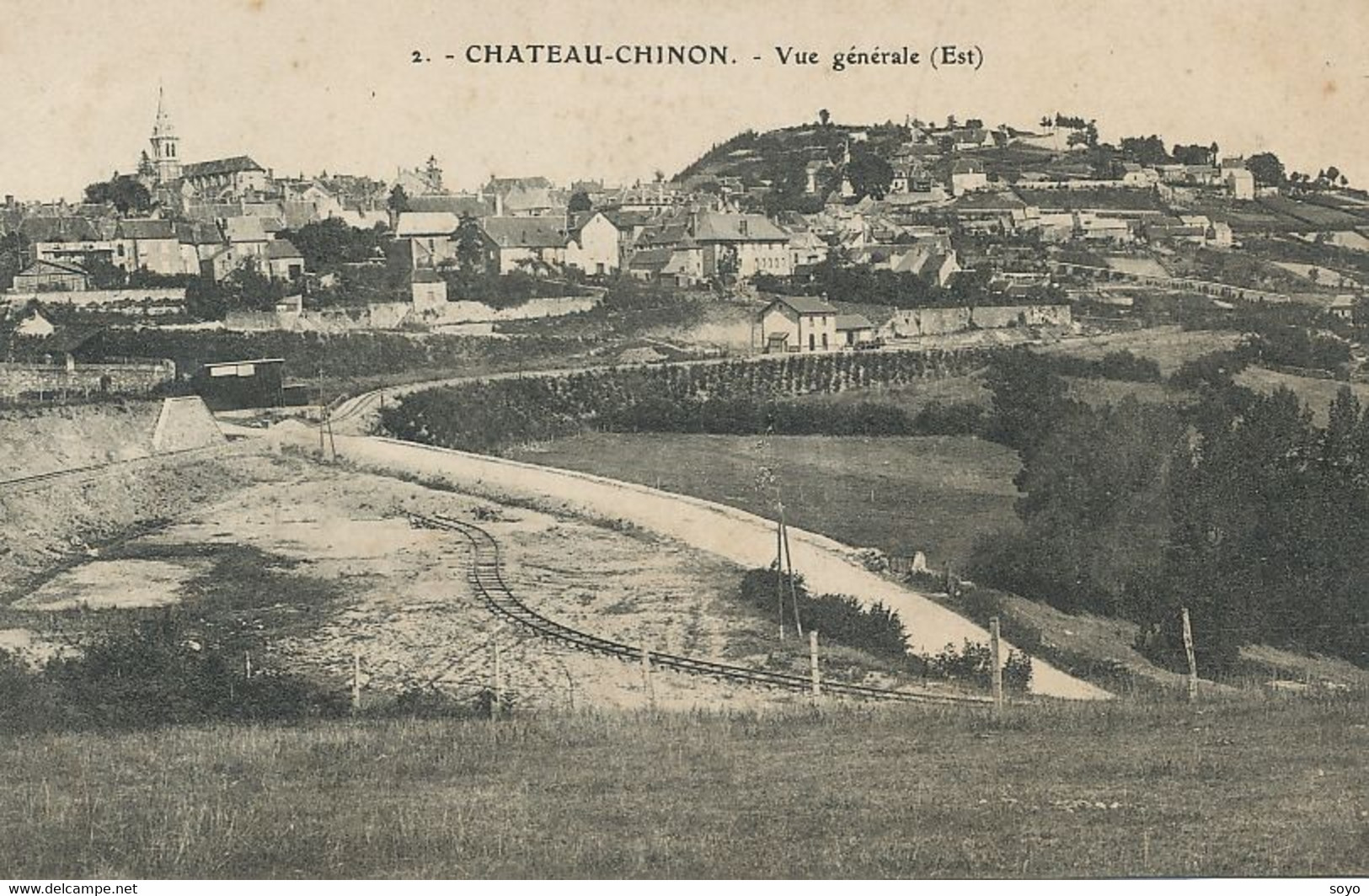
Ortsansicht um 1910, ungefähr in der Bildmitte der Bahnhof Château-Chinon (Ville) der Schmalspurbahn

Château-Chinon liegt an der ehemaligen Nationalstraße N 78, die in diesem Bereich 1973 zur Departementsstraße D 978 abgestuft wurde. Die nächsten Autobahnen sind die A 6 im Norden und Osten und die A 77 im Westen.
Am 19. September 1889 eröffnete die Compagnie des chemins de fer de Paris à Lyon et à la Méditerranée (PLM) eine regelspurige Eisenbahnstrecke von Tamnay-en-Bazois nach Château-Chinon (Campagne). Diese Bahn überwand auf einer Länge von 23 km einen Höhenunterschied von 228 m. Der nahe der Grenze zu Château-Chinon (Ville) gelegene Endbahnhof trug den Namen Château-Chinon PLM. Im Jahr 1904 kam eine meterspurige Schmalspurbahn hinzu, die Château-Chinon (Ville) mit Autun verband und 1905 bis Château-Chinon PLM verlängert wurde.
1931 wurde der Personenverkehr nach Autun zugunsten von Autobussen eingestellt; zwischen 1936 und 1939 wurden die Gleise der Schmalspurbahn abgebaut. 1945 endete auf der Strecke nach Tamnay-en-Bazois der Personenverkehr, 2004 auch der Güterverkehr.

## Städtepartnerschaften
Seit 1962, als François Mitterrand Bürgermeister der Stadt war, besteht eine Städtepartnerschaft mit Cortona in der Toskana (Italien). Weitere Partnerschaften bestehen mit Villeréal in der französischen Region Nouvelle-Aquitaine und mit Timbuktu in Mali.

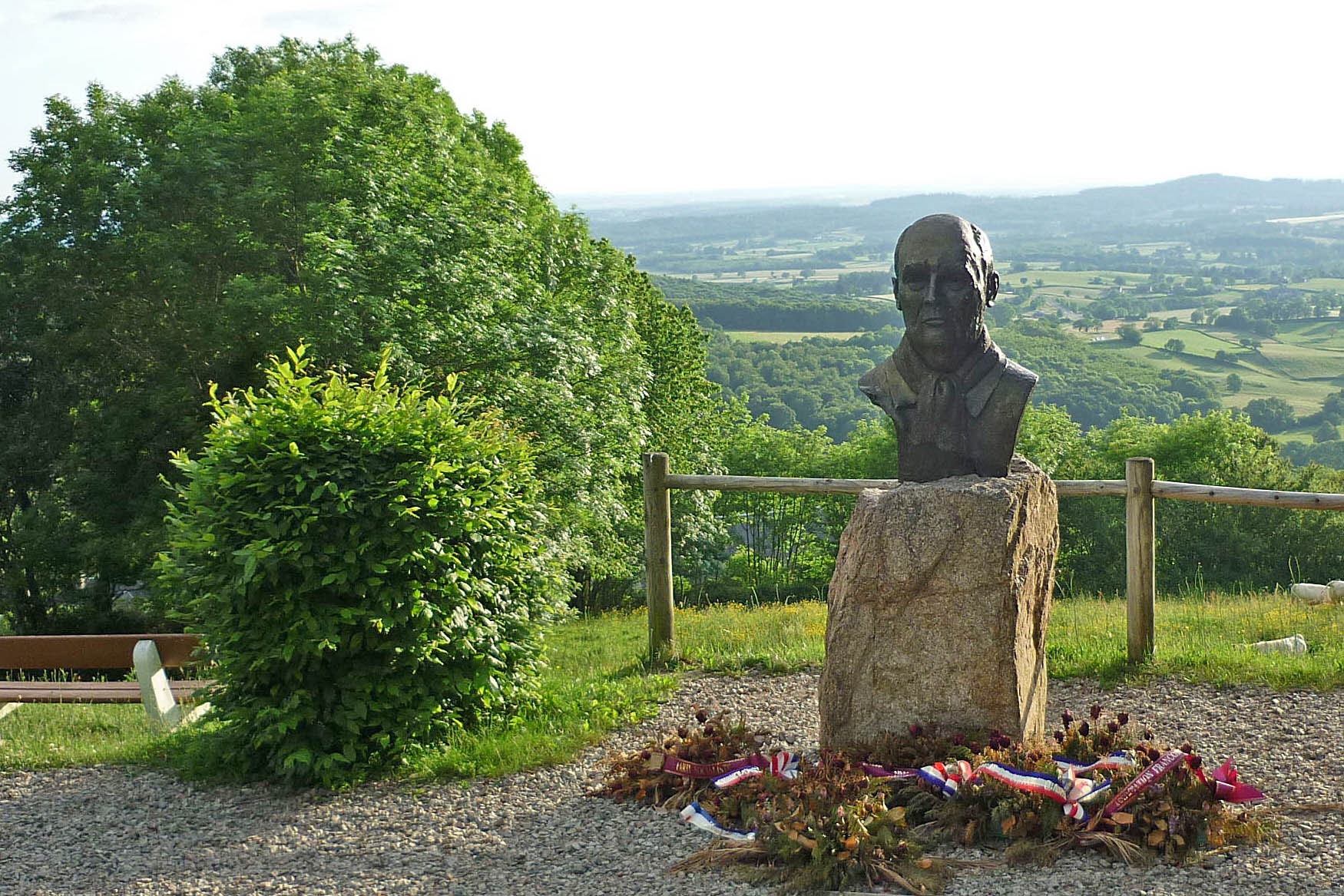
Mitterrand-Denkmal

## Persönlichkeiten
- Régine Pernoud (1909–1998), Mediävistin sowie Archivarin und Paläographin, in der Stadt geboren
- Jean Thépenier (1913–1978), französischer Unternehmer und Autorennfahrer
- François Mitterrand (1916–1996), von 1959 bis 1981 Bürgermeister von Château-Chinon, französischer Staatspräsident von 1981 bis 1995